# برقوق
البُرقُوق (في مصر،) أو الخَوْخ (في الشام،) نوع شجري من جنس البرقوق الذي يتبع الفصيلة الوردية. يعد من محاصيل الفاكهة الرئيسية. أزهاره بيضاء وردية، وينتج فاكهة ذات نواة مختلفة الألوان. تنمو أشجار هذا النوع في المناطق المعتدلة. يمكن تجفيف ثمار البرقوق للحصول على البرقوق المجفف.

## الوصف النباتي
يمكن تمييز هذا الجنس الفرعي عن الأجناس الفرعية الأخرى (مثل الدراق والكرز والقراصيا) بدءا من مرحلة الفسيلة، حيث يكون له برعم طرفي وبراعم جانبية منفردة (غير متجمعة)، وتكون الأزهار متجمعة في مجموعات مؤلفة من زهرة إلى خمس أزهار ذات عنيقات قصيرة. تحتوي الثمرة على تجويف أسفل جانب واحد منها وبذرة ملساء (أو نواة).
وقد تغطي ثمرة البرقوق الناضجة طبقة بيضاء مغبرة تمنحها مظهرًا أخضرا ضاربا إلى الزرقة، تزال بسهولة بعد القطف. وهذه طبقة شمعية فوقية وتُعرف باسم «الطبقة الذرورية الشمعية».

## الوصف
تكون أشجار البرقوق في عمر الإنتاج التجاري متوسطة الحجم، وعادةً ما يتم تقليمها ليصل ارتفاعها إلى 5 إلى 6 أمتار. وتتميز الشجرة بدرجة متوسطة من الصلابة. وإذا تُركت هذه الأشجار دون تقليم فقد يصل ارتفاعها إلى 12 مترًا وتتشعب عبر 10 أمتار. وتزهر في أشهر مختلفة في أجزاء مختلفة من العالم، على سبيل المثال، على مشارف شهر كانون الثاني/يناير في تايوان وعلى مشارف شهر نيسان/أبريل في الولايات المتحدة الأمريكية.
عادة ما تكون الثمرة متوسطة الحجم ويتراوح قطرها بين 1 و3 بوصات ويكون شكلها كرويًا إلى بيضاوي. ويكون اللب متماسكًا رطبًا كثير العصارة وسهل المضغ. وقشرة الثمرة ملساء وذات سطح شمعي طبيعي ملتصق بلب الثمرة. ولثمرة الفاكهة بذرة واحدة كبيرة.

## العوامل البيئية المناسبة

### العوامل المناخية
تحتاج أصناف البرقوق الأوروبي إلى برودة عالية خلال فصل الشتاء وذلك لإنهاء دور الراحة في براعمها ومن ثم لا تنجح زراعة هذه الأصناف ذات الشتاء الدافئ، أما أصناف البرقوق الياباني فإن احتياجاتها من البرودة قليلة بالمقارنة بالأصناف الأوربية (حوالي 450 - 400 ساعة أقل من 7.2 ْ م) ولذلك فإن هذه الأصناف تنمو وتزدهر في المناطق ذات الشتاء الدافئ مثل مصر، غير أنه يجب ملاحظة أن دفء الشتاء أكثر من اللازم يؤدي إلى عدم توفر ساعات البرودة اللازمة لخروج البراعم الزهرية والخضرية وعدم انتظامها مما يؤدي لعدم تداخل فترات التزهير للأصناف المختلفة وبالتالي عدم اكتمال عملية التلقيح والعقد وقلة المحصول؛ لذلك يجب الرش بأحد المواد الكاسرة للسكون مثل مادة سيناميد الهيدروچين (لدورمكس) بمعدل 2 لتر / 100 لتر أو 1.5 لتر 4+ لتر زيت معدني صيفي لكل 100 لتر ماء مما يؤدي إلى التبكير في خروج البراعم وانتظام التزهير وتداخل فتراته للأصناف المختلفة وهذا يساعد على الحصول على محصول جيد وصفات ثمرية ممتازة مع ملاحظة أن يكون الرش وقت سكون البراعم وقبل تحركها بوقت كاف) قبل بداية التزهير بحوالي 45 يوم (أي من الثلث الأخير من يناير إلى أول فبراير حسب ظروف المنطقة، ومن الجدير بالذكر أن ثمار البرقوق تحتاج إلى حرارة معتدلة صيفاً للمساعدة على تلوين الثمار باللون الطبيعي الخاص بالصنف وكذلك سرعة النضج.

### التربة المناسبة
يمكن لأشجار البرقوق أن تنمو بنجاح في أنواع مختلفة من التربة لتحملها رداءة التهوية لذا فإنه يزرع في أراضي أثقل نوعاً من باقي الفواكه ذات النواة الحجرية ولكن تجود زراعته في الأراضي الطينية الخفيفة جيدة الصرف حسنة التهوية الخالية من الأملاح والتي لا يزيد مستوى الماء الأرضي فيها عن 1.5 م من سطح التربة؛ حتى لا تصاب الأشجار بمرض التصمغ الفسيولوجي. أما بالنسبة للأراضي الجديدة فيفضل الزراعة في الأراضي الصفراء والرملية الخالية من الملوحة والطبقات الصماء التي تمنع نفاذ الماء وتعمق الجذور.

## معرض صور

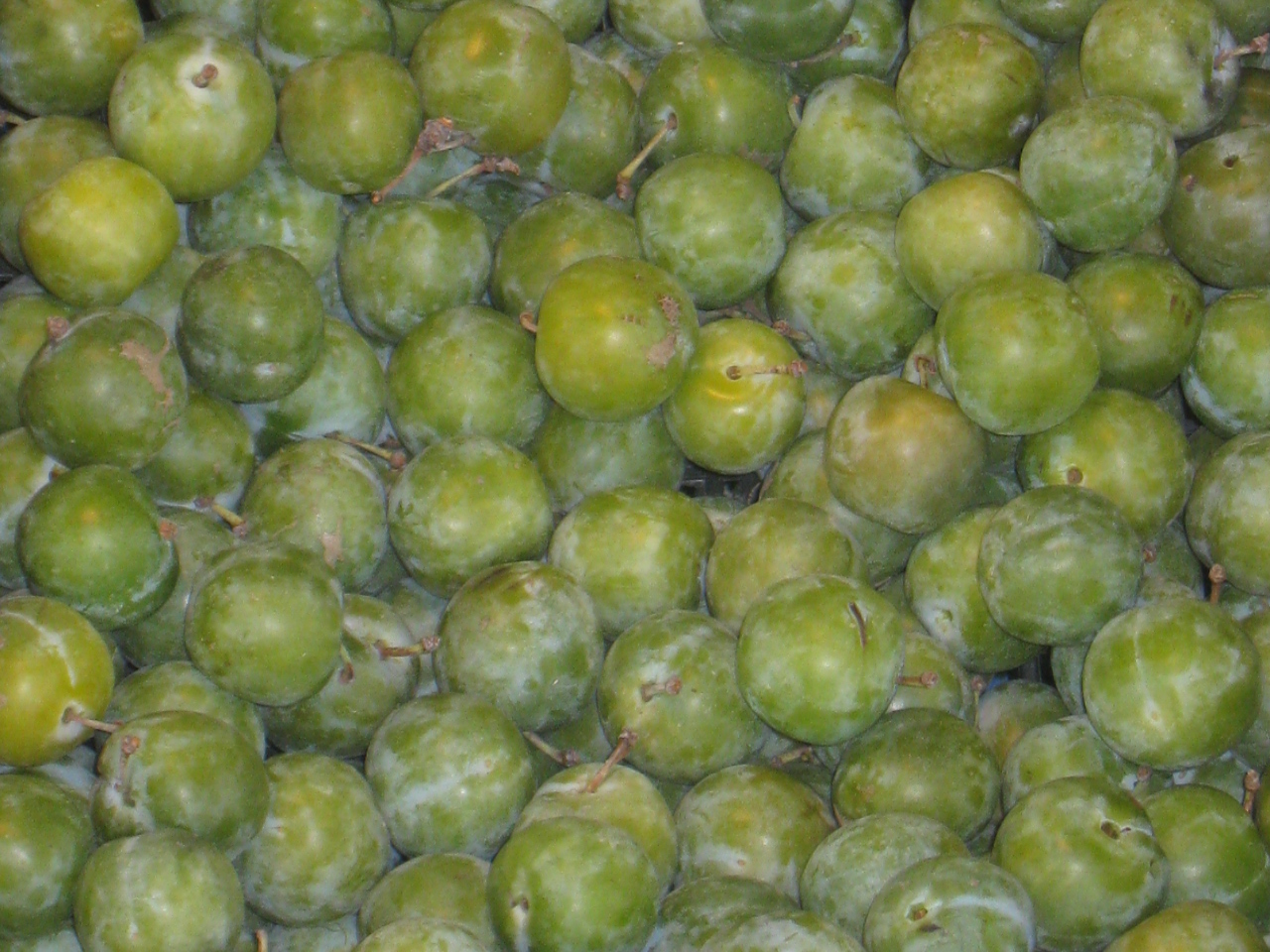
جنارك أو البرقوق الأخضر
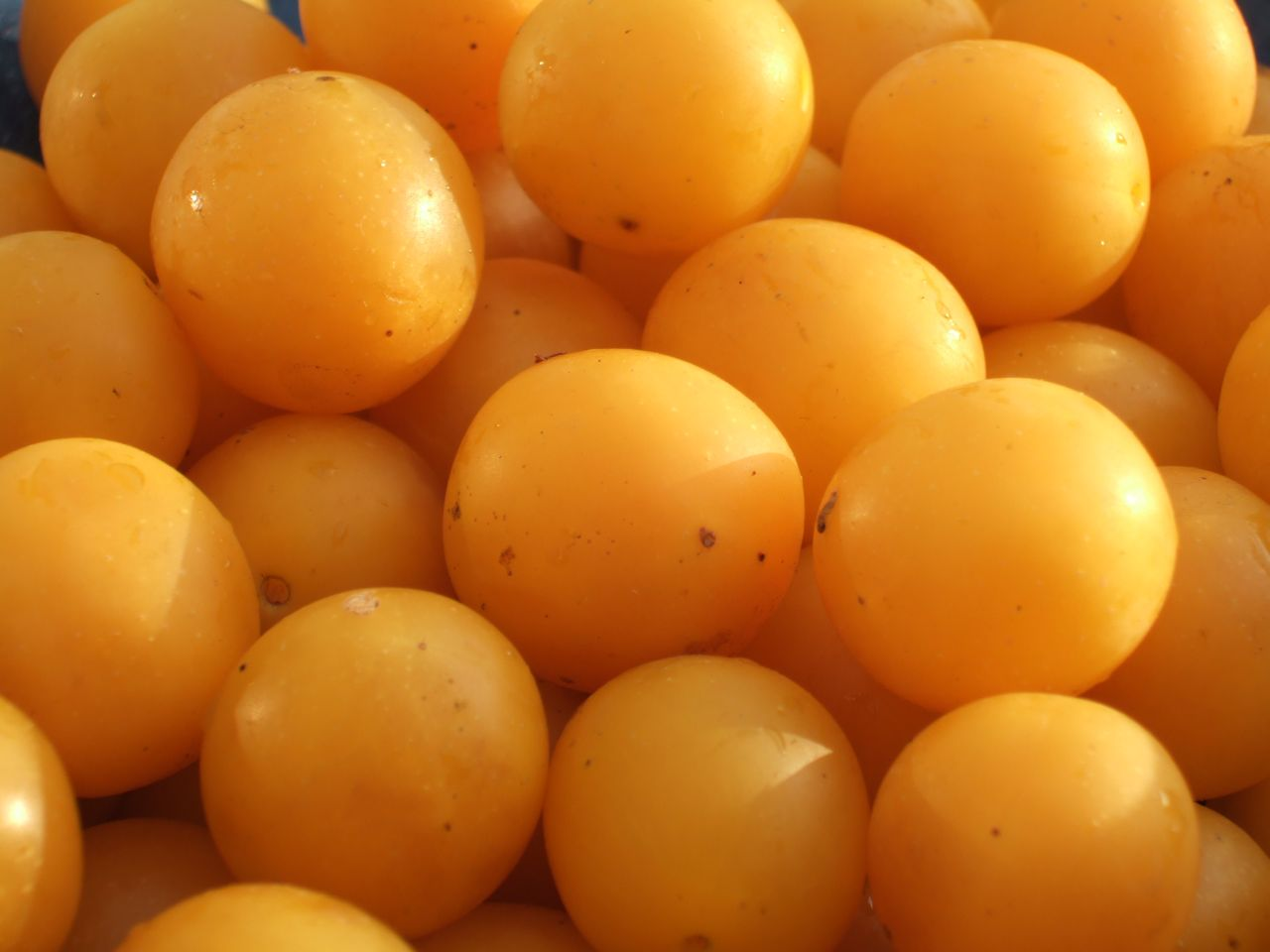
برقوق ميرابيل أو البرقوق الكرز
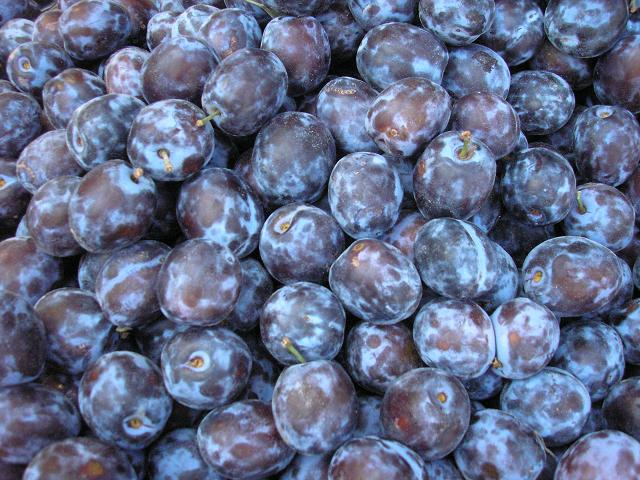
دامسون
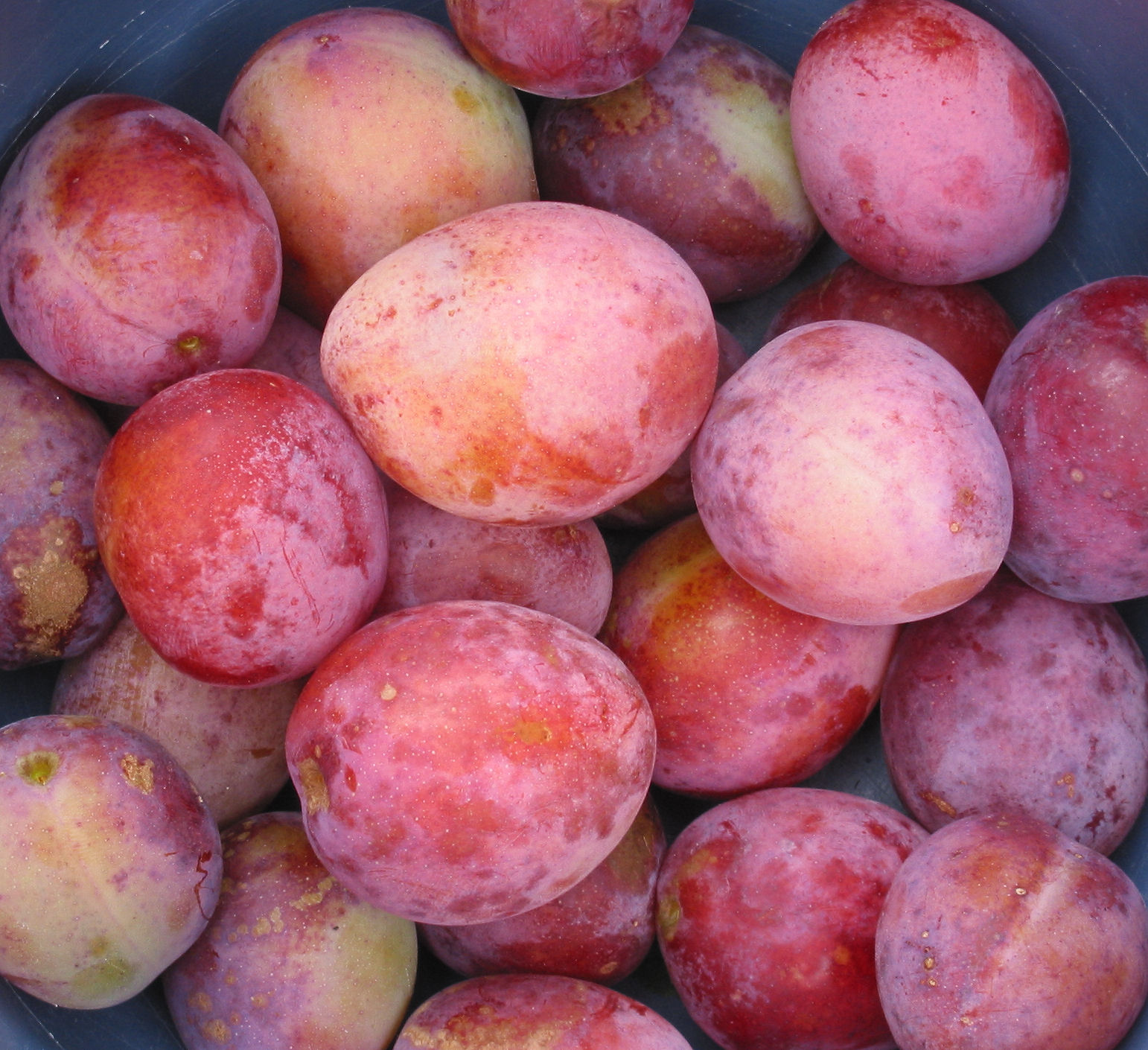
برقوق فيكتوريا